# Carlos Josué Rodríguez
Carlos Rodríguez (Siquinalá, Escuintla, Guatemala; 2 de septiembre de 1987) es un futbolista guatemalteco. Juega de portero y actualmente juega en el Xelajú Mario Camposeco de la Liga Nacional de Guatemala.

## Trayectoria
Ha jugado a nivel profesional en el Deportivo Marquense y Xelajú MC ambos de la Liga Nacional de Guatemala.

## Clubes
| Club                | País      | Año         |
| ------------------- | --------- | ----------- |
| Deportivo Marquense | Guatemala | 2011 - 2017 |
| Xelajú MC           | Guatemala | 2017 - 2018 |